# S14 (groupe ukrainien)
Pour les articles homonymes, voir S14.
S14, C14 ou Sitch (en ukrainien : Січ) est un groupuscule néonazi nationaliste ukrainien fondé en 2010,,,,. En 2018, le groupuscule se fait connaître du grand public en raison de son implication dans les violentes attaques contre un camp de Roms,,. En 2020, le groupuscule devient Base du Futur (Основа майбутнього).

## Histoire

### Fondation
S14 a été fondé en 2010 en tant que mouvement de jeunesse du parti politique ultranationaliste Svoboda. S14 était l'un des groupuscules d'extrême droite à avoir été actif lors du mouvement Euromaïdan entre novembre 2013 et février 2014,,. Le groupuscule s'impliqua dans de nombreux accrochages avec les partisans progouvernementaux violents connus en tant que Titouchky. En novembre 2017, le groupuscule a été ajouté à la base de données concernant la violence politique du Consortium de recherche et d'analyse sur le terrorisme (Terrorism Research & Analysis Consortium),. En 2018, aux côtés du Corps national du Régiment Azov, S14 a été reconnu comme groupe de haine nationaliste par le Bureau de Démocratie du Département d'État des États-Unis, des Droits de l'homme et du travail,,. Sur openDemocracy, Denys Gorbach commenta que "C14 combine un message 'patriotique sain' générique ainsi que des allusions subtiles pouvant être facilement déchiffrées par les membres de la sous-culture (tel que la date symbolique du pogrom de Rome le jour de l'anniversaire d'Hitler ou en effet le véritable nom de l'organisation)".

### Lien avec le S.B.U.
En 2017, S14 est accusé par le militant pacifiste de gauche Stas Serhiyenko d'avoir été impliqué dans son agression,,,,. Le jour suivant l'attaque, le président de S14, Yevhen Karas, accusa Serhiyenko d'avoir soutenu les Troubles pro-russes de 2014 en Ukraine, tout particulièrement dans l'Oblast de Kharkiv, ainsi que l'Annexion de la Crimée par la Russie, et déclara que l'agression était "loin d'être la première, et ne sera pas la dernière, attaque sur le bacille du terrorisme, dissimulé au milieu des rues ukrainiennes paisibles". En novembre 2017, S14 est accusé par l'ancien membre Dmytro Riznychenko d'avoir coopéré avec le Service de sécurité d'Ukraine (S.B.U.), et Karas s'en vanta ouvertement,,.
En 2019, un ancien agent de renseignement du Service de sécurité d'Ukraine (S.B.U.) déclara que le S.B.U. avait trouvé certains points communs avec "S14" et le dirigea afin d'effectuer certaines actions contre les séparatistes qu'il ne pouvait pas arrêter légalement, tel que des recherches, des perquisitions ainsi que les identifications des séparatistes. Les actions provoquèrent des dommages physiques, tel que la collision avec une voiture.

### Implication dans la société ukrainienne
En janvier 2018, S14 contre-manifesta contre la manifestation annuelle rendant hommage à Anastasia Babourova et Stanislav Markelov, deux russes antifascistes assassinés, en faisant taire les manifestants en hurlant plus fort qu'eux ainsi qu'en les attaquant avec des oeufs et des cocktails ; la manifestation a été une cible annuelle de l'extrême droite,,. En mars 2018, le Raïon de Holossiïv de Kiev signa un accord permettant d'établir une garde municipale dirigée par un représentant S14 dans le but de patrouiller les rues de la capitale. Cette décision a été critiquée par les groupes de défense des droits de l'homme, commentant que "L'Ukraine sombre dans un chaos de violence incontrôlée constituée par les groupes radicaux ainsi que leur impunité totale. Pratiquement personne dans le pays ne peut se sentir en sécurité dans ces conditions." Puisque dans certains cas la police arrêta des manifestants pacifistes plutôt que les délinquants violents, tels que les violences de janvier 2018 ainsi que les attaques de l'extrême droite en mars 2018 contre les manifestants de la Journée internationale des femmes, ils racontèrent que les groupuscules d'extrême droite, dont S14, agirent sous "une apparence patriotique" ainsi que des "valeurs traditionnelles", et furent autorisés par la police et l'état à opérer sous une "atmosphère d’une impunité quasi totale qui ne peut qu’encourager ces groupuscules à commettre davantage d’attaques",.
En juin 2018, S14 gagna en notoriété internationale à la suite de son implication dans les violentes attaques des camps de Roms,,. Le jour suivant l'attaque, Karas publia un article intitulé « Safari séparatiste », prenant la responsabilité de cet assaut. Il fit des menaces "sur les germes des terroristes cachés dans les rues paisibles en Ukraine". Amnesty International, Freedom House, Front Line Defenders, ainsi que Human Rights Watch signèrent une "Lettre conjointe adressée au ministre de l'Intérieur et au procureur général de l'Ukraine concernant les groupes radicaux" citant S14, aux côtés de Karpatska Sich, Secteur droit, Traditsii i Poryadok, et bien d'autres, "ayant mené au moins deux douzaines de violentes attaques, des menaces, ou des cas d'intimidation à Kiev, Vinnytsia, Oujhorod, Lviv, Tchernivtsi, Ivano-Frankivsk, et d'autres villes ukrainiennes",. Le 14 juin 2018, Hromadske Radio rapporta que le Ministère de la Jeunesse et des Sports de l'Ukraine avait financer S14 afin de promouvoir "projets nationaux d'éducation patriotique", pour lesquels le groupe a été récompensé d'environ $17,000. S14 récolta également des fonds de l'Assemblée éducative liée à l'extrême droite et au refuge de Holosiyiv.
En octobre 2018, Serhiy Bondar, un jeune animateur de S14 donna une conférence à un événement concentré sur la sécurité de la communauté, au sein de l'America House Kyivk, il déclara plus tard que l'invitation n'avait pas été organisée avec S14. Le correspondant Christopher Miller de Radio Free Europe/Radio Liberty (RFERL) le qualifia d' "inquiétant". Le 19 novembre 2018, S14 ainsi que les organisations politiques nationalistes ukrainiennes d'extrême droite, y compris le Congrès des nationalistes ukrainiens, l'Organisation des nationalistes ukrainiens et Right Sector, soutinrent Rouslan Kochoulynsky à l'Élection présidentielle ukrainienne de 2019, où il recueillit 1.6% des votes,. En mars 2019, une collaboration entre S14 et le S.B.U. a été annoncée ; le S.B.U. ordonna à S14 d'accomplir certaines tâches que le S.B.U. n'était pas en mesure de réaliser pour raisons légales. En mars 2021, les membres de S14 furent élus au Conseil public du Ministère des Anciens Combattants, avec lequel, aux côtés d'Azov, le groupuscule est associé depuis novembre 2019 ; les groupuscules d'extrême droite ainsi que leur président furent impliqués dans le façonnage du ministère, ayant pris forme en novembre 2018,,.
Le 17 octobre 2019, un événement a été organisé par la personnalité d'extrême droite Andriy Medvedko, présidant une organisation pour les vétérans de la Guerre du Donbass, liée à S14, et suspecté du meurtre du journaliste Oles Bouzina ; l'événement auquel participait, parmi tant d'autres, le groupuscule néonazi et négationniste Sokyra Peruna, des ministres du gouvernement d'alors participaient également au spectacle, dont le Premier Ministre Oleksiy Hontcharouk ainsi que la ministre Oksana Koliada,,. Victime de violentes critiques, Honcharuk justifia sa présence déclarant que de nombreux groupes participaient à cet événement et qu'il s'était rendu sur place après avoir reçu une invitation d'un groupe de vétérans, et non puisqu'il était fan de Sokyra Peruna.

## Image
S14 (comme épelée dans l'alphabet ukrainien) ressemble à Sitch (Січ en ukrainien), le nom que l'on donnait aux centres administratifs et militaires des Cosaques entre le XVIe siècle et le XVIIIe siècle,. Les experts et le Consortium de recherche et d'analyse sur le terrorisme rapportèrent que le nombre 14 dans le nom de la milice a été perçu comme une référence à l'expression Fourteen Words formulée par David Lane, un suprémaciste blanc américain,,,. L'universitaire Anton Shekhovtsov définit l'organisation comme un "mouvement néonazi", tandis que le sociologue Volodymyr Ishchenko le qualifie de "groupuscule terroriste néonazi... dont l'activité principale est d'harceler et terroriser les journalistes et citoyens de l'opposition,."
Le président de S14, Yevhen Karas, se défendit en le traitant lui et son groupe de néonazis,,. Selon Karas, ses confrontations étaient principalement avec des groupes ethniques non ukrainiens qui, selon lui, contrôlaient les forces politiques et économiques du pays, qu'il identifia comme juifs, polonais, et russes. Il déclara : "Nous ne nous considérons pas comme une organisation néonazie, nous sommes clairement des nationalistes ukrainiens." En 2018, l'ancien membre Dmytro Riznychenko fit part à Radio Svoboda: "C14 est néonazi. Il s'agit franchement d'une définition appropriée." En mai 2019, Hromadske rédigea : "La plupart des actions de C14 semblent être destinées à la Russie, ou C14 est sympathique envers la Russie." Le politologue Andreas Umland déclara que S14 "pouvait être qualifé de néonazi", tel que le fit Vyacheslav Likhachev, auteur du rapport de Freedom House en 2018 concernant l'extrême droite en Ukraine, ainsi que d'autres chercheurs ou politistes tel qu'Anna Hrytsenko, Ivan Katchanovski, et Branislav Radelic,,,. Likhachev raconta que les membres de S14 avait décoré le bâtiment de l'administration de la ville de Kiev capturé pendant l'Euromaïdan avec des symboles nazis ainsi que des drapeaux, qu'ils continuent d'arborer. En juin 2018, Radio Free Europe/Radio Liberty rapporta que les membres du groupuscule avaient ouvertement exprimé des opinions nazies. Après qu'un membre du groupe mis à jour sa photo de profil Facebook le représentant à l'America House Kyiv donnant sa conférence, Halya Coynash composa un article intitulé « Les groupuscules néonazis du C14 semblent collaborer avec la police de Kiev dans la dernière « purge » des Roms en Ukraine »,.
Le 6 août 2019, le Tribunal de Commerce de Kiev statua en faveur de S14 après un tweet de Hromadske datant du 4 mai 2018, ayant fait appel, et qualifié le groupuscule de "néonazi". À la suite de cette décision, Hromadske publia "Les néonazis qui ne veulent pas être appelés néonazis", rapportant : "La cour nota que l'information diffusée par Hromadske en mai 2018 « nuit à la réputation » de C14 et ordonna que Hromadske réfute l'information et paye ₴3,500 (129 €) en frais de justice à C14. Hromadske maintient qu'il a le droit d'employer une telle terminologie",. La décision a été critiquée par les associations des droits de l'homme, des journalistes, ainsi qu'autant d'experts nationaux et internationaux, avec le Bureau du Représentant pour la liberté des médias de l'Organisation pour la sécurité et la coopération en Europe exprimant son inquiétude puisque « cela va à l’encontre de la #libertédesmedias et pourrait décourager le travail journalistique » en Ukraine,. Des médias d'information internationaux tel qu'Al Jazeera, Bellingcat, La Croix, The Economist, The Guardian, Haaretz, The Nation, Reuters, Radio Free Europe/Radio Liberty, The Washington Post, ainsi que le Parlement du Royaume-Uni, des associations des droits de l'homme comme le Centre européen pour les droits des Roms, PEN Ukraine, ROMEA et le United States Holocaust Memorial Museum, parmi tant d'autres, ont qualifé S14 de groupuscule néonazi,,,,,,,,,,,,,,,,,. La décision du Tribunal de Commerce de Kiev a été maintenue le 7 novembre 2019. La veille, Matthew Schaaf, le directeur de Freedom House en Ukraine, déclara que la décision "pouvait sérieusement endommager la couverture des médias de grands événements en Ukraine dans la mesure où de nombreux médias et les journalistes eux-mêmes s'affligent la censure." À la suite de cette décision, les critiques affirmèrent que il ne suffit pas que le terme néonazi soit offensant, il faut aussi qu'il soit faux, ce que la cour n'avait pas établi puisqu'elle ignorait les avis des experts. Le 21 janvier 2020, la Cour suprême d'Ukraine rejeta l'appel de Hromadske et l'affaire a été portée à la Cour européenne des droits de l'homme.

## Nouvelle image
À l'automne 2019, le président de S14, Yevhen Karas, annonça la création d'un nouveau mouvement politique "Société du Futur", ayant l'objectif de réunir les nombreux groupuscules nationalistes radicaux, y compris S14, Misanthropic Division, et d'autres vétérans de OUN Battalion, ayant été dissous. En mars 2020, S14 devint officiellement "Base du Futur" (Основа майбутнього), qui agira en tant que mouvement de jeunesse de Société du Futur.